# Temple Grafton
Temple Grafton är en ort och civil parish  i Storbritannien.   Den ligger i grevskapet Warwickshire och riksdelen England, i den södra delen av landet, 140 km nordväst om huvudstaden London. Temple Grafton ligger 96 meter över havet och antalet invånare är 475.
Terrängen runt Temple Grafton är huvudsakligen platt. Temple Grafton ligger uppe på en höjd. Runt Temple Grafton är det ganska tätbefolkat, med 116 invånare per kvadratkilometer. Närmaste större samhälle är Redditch, 15,3 km nordväst om Temple Grafton. Trakten runt Temple Grafton består till största delen av jordbruksmark.